# 布莉姬·芳達
布莉姬·珍·芳達（英語：Bridget Jane Fonda，1964年1月27日—）是一位美國女演員。

## 早年
布莉姬·芳達於1964年1月27日在加州洛杉磯出生。芳達家族是演藝世家，爺爺亨利·芳達，爸爸彼得·芳達，姑姑珍·芳達都是著名演員，媽媽則是藝術家。她的名字以爺爺前妻瑪嘉烈·蘇利文的女兒Bridget Hayward命名。父母離婚後，其父再娶了女演員Portia Rebecca Crockett（作家Thomas McGuane前妻）。她和弟弟、繼母和新哥哥，三兄妹一起和父親和繼母在洛杉磯長大。
她之後在洛杉磯西湖女子學院就讀。這段期間，她和弟弟極少與其他芳達家族成員聯絡。她在回憶中提到：「對小時候的我來說，最重要的東西是我的家......人來了又走了，事物也是變幻無常，但那個地方始終不會變，我愛它。我希望餘生能在那裏度過。我只是要一個屬於自己的地方。」

## 事業
她第一次參予較正式的演出是在學校的劇集Harvey。在演藝生涯上，她甚少向顯赫的家族成員請求幫助。她進入紐約大學的Tisch School of the Arts與Lee Strasberg Theatre Institute就讀，專攻方法演技。
她首部參與的電影是1969年父親主演的《Easy Rider》中，飾演一個嬉皮公社中的小孩，戲份甚少。她的第二次演出則是1982年喜劇《Partners》的一個小角色。 直到1988年，24歲的她才演出第一個正式的角色，是在由真實醜聞普羅富莫事件改編的電影《Scandal》中演出，與John Hurt共演。這年她同時演出了另外兩部電影《You Can't Hurry Love》和Shag。
1990年，在大片《教父3》中演出後，她的知名度開始真正大開。在經過一些磨練後，她主演了第一部電影，驚悚片《雙面女郎》，並取得不錯的成功。1993年，主演動作片《雙面女蠍星》。1997年，她和昆廷·塔倫蒂諾坐了同一班飛機，在機上接下了《黑色終結令》的演出。之後她接到演出電視劇《艾莉的異想世界》女主角的邀請，但她為專注電影事業而婉拒，之後本角色由卡莉絲塔·佛克哈特演出。2001年，她擔任由李連杰主演電影《龍之吻》女主角。

## 個人生活
2003年2月27日，她在洛杉磯發生嚴重車禍，造成她的脊椎輕微骨折。術後雖順利康復，但已對她造成慢性傷害，並影響她的事業。3月，她與電影配樂人，也是前樂團Oingo Boingo主唱丹尼·葉夫曼訂婚，11月兩人結婚。2005年，她生下第一個兒子Oliver。她在婚後未再演出任何角色。

## 獎項提名
- 1990 - 金球奖最佳女配角提名-Scandal
- 1997 - Primetime Emmy Award for Outstanding Supporting Actress in a Miniseries or a Movie-In the Gloaming
- 2002 - Best Performance by an Actress in a Mini-Series or a Motion Picture Made for Television for After Amy

## 電影作品
- 《逍遙騎士》(1969)
- Partners(1982)
- Aria(華麗的詠嘆)(1987)
- You Can't Hurry Love(1988)
- Light Years(1988) (voice in English version)
- Scandal (1989film)(醜聞女神) (1989)
- Shag(來電的感覺)(1989)
- Strapless(無肩帶)(1989)
- Roger Corman's Frankenstein Unbound (再闖魔域)(1990)
- The Godfather Part III (教父3)(1990)
- Drop Dead Fred(搗蛋鬼弗瑞德)(1991)
- Out of the Rain(1991)
- Doc Hollywood(好萊塢醫生)(1991)
- Iron Maze(鐵迷宮)(1991)
- Leather Jackets(影子玫瑰)(1992)
- Single White Female (雙面女郎)(1992)
- Singles (1992 film)(單身貴族)(1992)
- Army of Darkness (魔誡英豪)(1992)
- Bodies, Rest & Motion(烈火青春) (1993)
- Point of No Return(雙面女蠍星) (1993) AKA. (outside the US.) The Assassin
- Little Buddha (小活佛) (1993)
- It Could Happen to You (愛在紐約) (1994)
- The Road to Wellville(窈窕男女) (1994)
- Camilla(情伴我心)(1994)
- Rough Magic(魔法的力量)(1995)
- Balto(雪地靈犬)(1995) (voice of Jenna)
- City Hall(檔案風暴)(1996)
- Grace of My Heart(芳心之歌)(1996)
- Touch(初戀無限)(1997)
- Mr. Jealousy(嫉妒先生) (1997)
- Jackie Brown (黑色終結令)(1997)
- The Break Up(謊言與枷鎖)(1998)
- A Simple Plan (絕地計畫)(1998)
- Finding Graceland(再現英雄傳奇)(1998)
- Lake Placid (史前巨鱷)(1999)
- South of Heaven, West of Hell(2000)
- Delivering Milo(風雲人生)(2001)
- Monkeybone(碰碰猴)(2001)
- 《猛龍戰警》(2001)
- 《The Whole Shebang（英语：The Whole Shebang (film)）》(2001)
- 《複製人寶寶（英语：No Ordinary Baby）》(2001)
- 《白雪皇后》(2002)

## 外部連結
- Bridget Fonda在互联网电影资料库（IMDb）上的資料（英文）